# Mezinárodní den rodiny
Mezinárodní den rodin je označení dne 15. května platné od roku 1994 na základě rezoluce č. A/RES/47/237 Valného shromáždění Organizace spojených národů ze září 1993. V Česku se 15. květen slaví jako významný den od roku 2006.